# Garo (Volk)

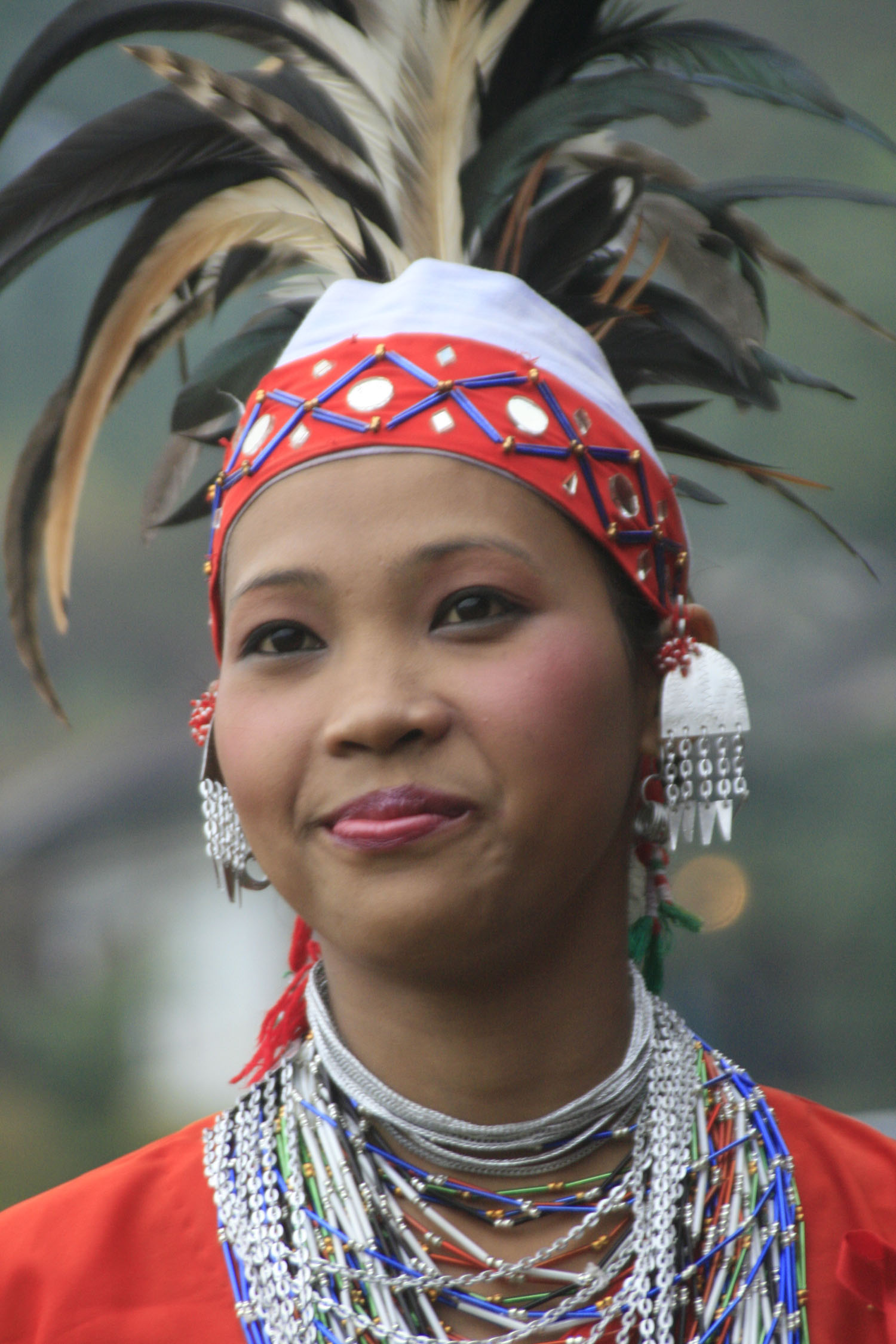
Junge Garo-Frau in Festival-Kleidung (2011)

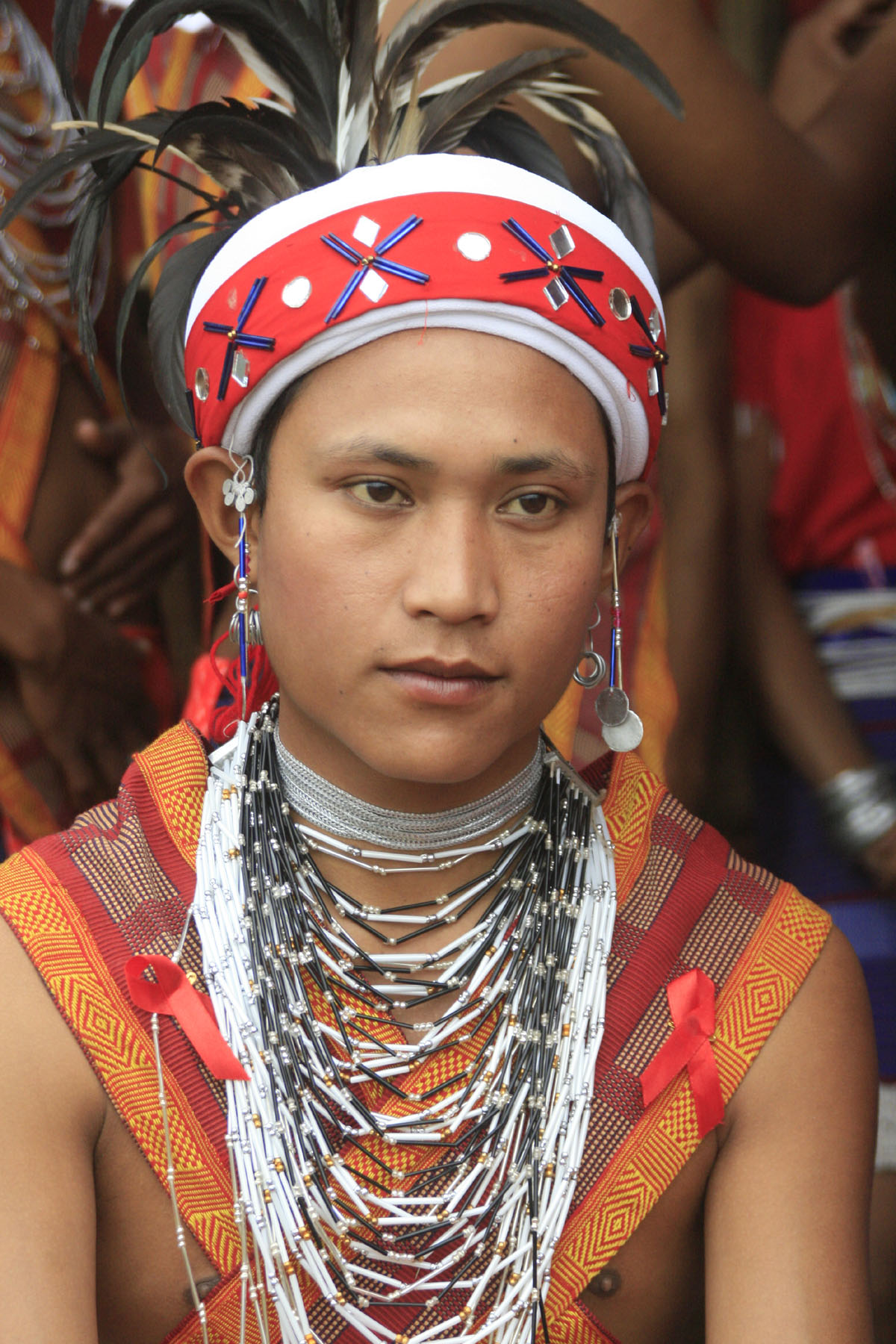
Junger Garo-Mann in Festival-Kleidung (2011)

Die Garo – Eigenbezeichnung A’chik („Berg-Leute“), in Bangladesch auch Mandi – sind ein indigenes Volk im Grenzgebiet zwischen Nordostindien und Bangladesch. Die meisten der rund 1 Million indischen Garo leben im Bundesstaat Meghalaya (Stand: 2011), im südlich angrenzenden Bangladesch wurden 2005 etwa 120.000 Garo gezählt, vor allem im Maimansingh-Distrikt. Die Bezeichnung als „Garo“ wird eher von Angehörigen anderer Volksgruppen verwendet. Die Sprecher der Garo-Sprache werden auf etwa 1,1 Millionen geschätzt.

## Bevölkerung
In 6 indischen Bundesstaaten sind die jeweils ansässigen Garo als Scheduled Tribe anerkannt (ST: „registrierte Stammesgemeinschaft“), dem nach der Verfassung Indiens staatliche Schutz- und Fördermaßnahmen zustehen. Insgesamt 1.000.500 Garo-Angehörige ermittelte die Volkszählung in Indien 2011 bei den 7 ST.
Der größte ST besteht in Meghalaya (821.000 Angehörige). In Assam gibt es einen kleinen Garo-ST (25.300) innerhalb des autonomous district (autonomen Distrikts) sowie einen großen Garo-ST außerhalb (136.100). In Tripura (13.000) heißt der ST „Garoo“, in Mizoram sind 756 Garo als eigener Scheduled Tribe anerkannt (Teil der folgenden Gesamtberechnungen, aber nicht extra aufgeführt).
 Die folgende Liste vergleicht soziale Indikatoren der ansässigen Garo-Stammesgemeinschaften in 5 von 6 Bundesstaaten:
- Einwohnerzahl des Bundesstaates (siehe Vergleichsliste der indischen Staaten)
- Garo: insgesamt 1 Million in Indien (+ 120.000 im südlich angrenzenden Bangladesch 2005)
- Bevölkerungsentwicklung ab 2001: indienweiter Zuwachs von 38 % (von 725.500; Bevölkerungswachstum in Indien: +17,6 %)
- Anteil an der jeweiligen Bevölkerung – alle Garo-Gruppen stellen zusammen 0,08 % der Einwohner Indiens (1.210.855.000)
- ländlicher Raum – nur 10 % aller Garo leben in Städten (indienweit: 31 %)
- Geschlechterverteilung: Anzahl der weiblichen zu 1000 männlichen Personen (ausgeglichen wäre 1000 : 1000) –  mit 988 liegen die Garo deutlich über dem indischen Durchschnitt (943)
- unter 7: Kinder von 0 bis 6 Jahren und ihre Geschlechterverteilung von Mädchen zu 1000 Jungen – auch hier liegen die Garo mit 972 höher als Indien (919 : 1000)
- Lesefähigkeit (ab 7 Jahren), auch bei Männern (♂) und Frauen (♀), sowie die Lücke zwischen beiden – die Garo liegen mit fast 73 % Alphabeten knapp unter den durchschnittlichen Werten von Indien (74 %: 82 % ♂ und 65 % ♀ = 17 % Lücke)
- ST (Scheduled Tribes): die Registrierung als „Stammesgemeinschaft“ gilt nur für die Einwohner eines Staates (siehe ST-Liste) – die 7 ST der Garo (von 705 ST) stellen knapp 1 % aller ST-Angehörigen in Indien (vergleiche die 33 größten indigenen Völker Indiens)

|    | Bundesstaat           | Bevölk.      | Garo       | ab 2001 | Anteil   | ländlich | weiblich     | unter 7 | weiblich   | lesen   | ♂       | ♀       | Lücke  | ST | Anteil  |
| -- | --------------------- | ------------ | ---------- | ------- | -------- | -------- | ------------ | ------- | ---------- | ------- | ------- | ------- | ------ | -- | ------- |
| 36 | Indien                | 1.210,9 Mio. | 01.000.511 | +37,9 % | 0,08 %   | 89,63 %  | 988 : 1000   | 18,45 % | 972 : 1000 | 72,55 % | 76,56 % | 68,51 % | 8,0 %  | 7  | 0,96 %  |
| 1  | Meghalaya             | 3,0 Mio.     | 821.026    | +19,1 % | 27,70 %0 | 88,36 %  | 988 : 1000   | 18,85 % | 976 : 1000 | 71,85 % | 76,04 % | 67,62 % | 8,4 %  | 1  | 82,06 % |
| 2  | Assam                 | 31,2 Mio.    | 136.077    | neu     | 0,44 %   | 96,27 %  | 984 : 1000   | 16,65 % | 947 : 1000 | 76,57 % | 79,44 % | 73,67 % | 5,8 %  | 1  | 13,60 % |
| 3  | Assam (Aut. Distrikt) | 31,2 Mio.    | 25.315     | +19,9 % | 0,08 %   | 96,88 %  | 996 : 1000   | 17,61 % | 956 : 1000 | 64,23 % | 68,07 % | 60,40 % | 7,7 %  | 1  | 2,53 %  |
| 4  | Tripura               | 3,7 Mio.     | 12.952     | +15,8 % | 0,35 %   | 90,86 %  | 1021 : 10000 | 14,85 % | 951 : 1000 | 88,10 % | 92,35 % | 84,00 % | 8,4 %  | 1  | 1,29 %  |
| 5  | Nagaland              | 2,0 Mio.     | 2.346      | +48,3 % | 0,12 %   | 77,96 %  | 898 : 1000   | 15,17 % | 924 : 1000 | 78,19 % | 83,25 % | 72,52 % | 10,7 % | 1  | 0,23 %  |
| 6  | Westbengalen          | 91,4 Mio.    | 2.039      | +6,5 %  | 0,002 %  | 83,67 %  | 1045 : 10000 | 11,72 % | 975 : 1000 | 77,78 % | 81,85 % | 73,92 % | 7,9 %  | 1  | 0,20 %  |

## Sprache
Die Garo-Sprache gehört zum Bodo-Zweig der sino-tibetischen Sprachen. Garo wird seit dem 19. Jh. in lateinischer Schrift geschrieben. Bräuche, Traditionen und Glauben werden mündlich überliefert.
Die Volkszählung in Indien 2011 gibt an: 1.145.300 Garo-Sprecher, davon 1.125.300 Garo-Angehörige und 20.000 andere. Das Sprachenlexikon Ethnologue gibt an: 1.270.000 Garo-Sprecher, davon 1.150.000 in Indien (2011) und 120.000 in Bangladesch (2005).

## Matrilinearität
Die Garo folgen einer matrilinearen Abstammungsregel, oft verbunden mit einer matrilokalen Wohnfolgeregel für Ehepaare, wobei der Ehemann zur Frau oder ihrer Mutter zieht. Innerhalb der matrilinearen Gesellschaftsordnung hatten sich Bräuche entwickelt, die jedoch mit der Einführung des Christentums an Bedeutung verloren und heute kaum noch anzutreffen sind. Dazu gehört die „Bräutigam-Entführung“, bei der Junggesellen von heiratswilligen Frauen entführt und bis zum Tag der Hochzeit festgehalten wurden. Gelegentlich gibt es noch Fälle von Mutter-Tochter-Polygynie, überwiegend aus ökonomischen Gründen. Wenn eine Frau früh verwitwet und ihr Land nicht allein bewirtschaften kann, hat sie das Recht, von dem Clan ihres verstorbenen Ehemanns einen neuen als Ersatz zu fordern. Dabei wird gelegentlich die Auflage gemacht, dass die Eheschließung auch eine Tochter der Witwe einschließt.

## Indigene Religion „Songsarek“
Die traditionelle Religion der Garo war animistisch (Glaube an die Allbeseeltheit). Die meisten Garo wurden ab Ende des 19. Jahrhunderts von katholischen Missionaren christlich missioniert. Dennoch üben viele noch die Rituale ihrer alten Religion aus. In Bangladesch sind die Garo damit eine kleine religiöse Minderheit in einem überwiegend islamischen Land.

## Musik
Die Musikinstrumente der Garo werden nach ihrer Verwendung in der unterhaltenden oder zeremoniellen Musik eingeteilt. Das bekannteste Instrument, das aufgrund eines religiösen Verbots nur rituell eingesetzt werden darf, ist die zweifellige Röhrentrommel dama, ferner gehören in diese Kategorie die Kesseltrommel dimdima. Ihr Korpus bestand früher aus Holz, an ihre Stelle tritt heute meist eine zu der Gruppe der naqqaras gehörende Trommel aus Ton, die nagra genannt wird. Der Gong rang ist ein Symbol für wohlhabende Familien. Zur Begleitung von Liedern und Unterhaltungstänzen dient die perkussiv gespielte Röhrenzither chigring. Einfache Naturtrompeten sind das Büffelhorn adil mit einer angesetzten langen Bambusröhre und dasselbe Horn namens singga mit einem kurzen Stück Bambus. Die sarinda ist ein ein- bis zweisaitiger Vertreter der in Nordindien weit verbreiteten Streichlaute.

## Dokumentationen
- 2001: Uschi Madeisky, Klaus Werner: Trommeln Der Liebe – Bräutigamraub bei den Garo in Indien. (Dokumentation, 60 Min.) Colorama Film für NDR-Fernsehen, Deutschland 2001 (Info).